# Invertébrés sur timbres du Laos
Le Laos a émis régulièrement des timbres avec des fleurs et des animaux.

## 1965
| Valeur faciale | Légende                                                    | Remarque                                    |
| -------------- | ---------------------------------------------------------- | ------------------------------------------- |
| 10 k           | Cethosia biblis — illustrateurs : Pheulpim et S. Robdoom   |                                             |
| 20 k           | Attacus atlas — illustrateurs : Marc Leguay et R. Cami     |                                             |
| 25 k           | Precis cebrene — illustrateurs : Pheulpim et S. Robdoom    | Synonyme : Junonia hierta (Fabricius, 1798) |
| 40 k           | Dysphania militaris — illustrateur : R. Cami et S. Robdoom |                                             |

## 1982
| Valeur faciale | Légende               | Remarque                                       |
| -------------- | --------------------- | ---------------------------------------------- |
| 1 k            | Herona marathus       |                                                |
| 2 k            | Neptis paraka         | Synonyme : Pantoporia paraka (Butler, 1879)    |
| 3 k            | Euripus halitherses   | Synonyme : Euripus nyctelius (Doubleday, 1845) |
| 4 k            | Lebadea martha        |                                                |
| 5 k            | Iton semamora         |                                                |
| 6 k            | Elymnias hypermnestra |                                                |

## 1986
| Valeur faciale | Légende              | Remarque                                  |
| -------------- | -------------------- | ----------------------------------------- |
| 0,50 k         | Aporia hippia        |                                           |
| 1 k            | Euthalia irrubescens |                                           |
| 2 k            | Japonica lutea       |                                           |
| 3 k            | Pratapa ctesia       | Synonyme : Ancema ctesia (Hewitson, 1865) |
| 4 k            | Kallima inachus      |                                           |
| 5 k            | Ixias pyrene         |                                           |
| 6 k            | Parantica sita       |                                           |

## 1993
| Valeur faciale | Légende               | Remarque                             |
| -------------- | --------------------- | ------------------------------------ |
| 35 k           | Narathura atosia      | Synonyme : Arhopala atosia           |
| 80 k           | Parides philoxenus    | Synonyme : Atrophaneura polyeuctes   |
| 150 k          | Euploea harrisi       | Synonyme : Euploea sylvester harrisi |
| 220 k          | Ixias pyrene          |                                      |
| 500 k          | Elymnias hypermnestra |                                      |

| Valeur faciale | Légende             | Remarque                                     |
| -------------- | ------------------- | -------------------------------------------- |
| 20 k           | Chlamys senatorius  |                                              |
| 30 k           | Epitonium pretiosum | Synonyme : Epitonium scalare                 |
| 70 k           | Lambis rugosa       | Synonyme : Lambis chiragra arthritica rugosa |
| 500 k          | Conus aulicus       |                                              |
| 1000 k         | Lambis millepeda    |                                              |